# 4526 Konko
4526 Konko eller 1982 KN1 är en asteroid i huvudbältet som upptäcktes den 22 maj 1982 av de båda japanska astronomerna Hiroki Kōsai och Kiichirō Furukawa vid Kiso-observatoriet i Japan. Den har fått sitt namn efter den tidigare japanska staden Konkō.
Asteroiden har en diameter på ungefär 10 kilometer. Den tillhör asteroidgruppen Eunomia.